# Watashi no otoko
Watashi no otoko (私の男?) è un film del 2014 diretto da Kazuyoshi Kumakiri.

## Riconoscimenti
- Giorgio d'Oro 2014 al Festival di Mosca